# Mont-Oriol (téléfilm)
Mont-Oriol est un téléfilm français de 1980 adapté du roman éponyme Mont-Oriol de Guy de Maupassant réalisé par Serge Moati et diffusé le 13 mars 1980.

## Synopsis
Fiction : le marquis de Ravenel (Maurice Biraud), un richissime banquier, veut transformer une petite ville d'Auvergne en une station thermale à la mode. Tandis que le marquis tente de monter cette vaste opération financière, sa fille Christiane (Catherine Arditi) noue une idylle infidèle avec Paul Bretigny (Jean-Pierre Sentier). L'action, qui se situe dans la station imaginaire de Mont-Oriol, est une étude de conflit entre les intérêts locaux et ceux du capital parisien, mais également une satire de la société des curistes, préoccupés tout autant par leur santé que par leur argent.

## Fiche technique
- Réalisateur : Serge Moati
- Adaptation : Geneviève Dormann et Serge Moati, d'après Guy de Maupassant
- Photographie : André Neau
- Musique : Pierre Jansen
- Décors : Claude Renoir
- Durée : 202 minutes (3 h 22 min)[réf. nécessaire]
- Diffusion : 13 mars 1980

## Distribution
- Catherine Arditi : Christiane Andermatt
- Maurice Biraud : le Marquis de Ravenel
- Serge Moati : William Andermatt
- Didier Flamand : Gontrand de Ravenel
- Jean-Pierre Sentier : Paul Bretigny
- Raymond Bussières : le père Clovis
- Marianne Epin : Louise Oriol
- Catherine Frot : Charlotte Oriol
- François Maistre : le docteur Latonne
- Hubert Deschamps : le docteur Honorat
- Annette Poivre : la mère Poivre
- Philippe Laudenbach : un curiste
- Daniel Laloux : un artiste